# Landsberg (Saalekreis)
Landsberg is een stad in de Duitse deelstaat Saksen-Anhalt, en maakt deel uit van de Landkreis Saalekreis.
Landsberg telt 15.068 inwoners.

## Indeling gemeente
De volgende Ortsteile maken deel uit van de stad:
- Bageritz, Braschwitz, Dammendorf, Droyßig, Eismannsdorf, Gollma, Gütz, Hohenthurm, Klepzig, Kneipe, Kockwitz, Landsberg, Lohnsdorf, Maschwitz, Niemberg, Oppin, Peißen, Queis, Rabatz, Reinsdorf, Reußen, Schwerz, Sietzsch, Spickendorf, Stichelsdorf, Wiedersdorf, Wölls-Petersdorf, Plößnitz, Zöberitz en Zwebendorf.

Bad Dürrenberg ·
Bad Lauchstädt ·
Barnstädt ·
Braunsbedra ·
Farnstädt ·
Kabelsketal ·
Landsberg ·
Leuna ·
Merseburg ·
Mücheln (Geiseltal) ·
Nemsdorf-Göhrendorf ·
Obhausen ·
Petersberg ·
Querfurt ·
Salzatal ·
Schkopau ·
Schraplau ·
Steigra ·
Teutschenthal · 
Wettin-Löbejün